# Кондратовиці
Кондратовіце (пол. Kondratowice, нім. Kurtwitz) — село в Польщі, у гміні Кондратовиці Стшелінського повіту Нижньосілезького воєводства.
Населення — 761 особа (2011).
У 1975-1998 роках село належало до Вроцлавського воєводства.

## Демографія
Демографічна структура станом на 31 березня 2011 року:
|          | Загалом | Допрацездатний вік | Працездатний вік | Постпрацездатний вік |
| -------- | ------- | ------------------ | ---------------- | -------------------- |
| Чоловіки | 376     | 66                 | 285              | 25                   |
| Жінки    | 385     | 58                 | 242              | 85                   |
| Разом    | 761     | 124                | 527              | 110                  |